# 정안왕후
정안왕후 김씨(定安王后 金氏, 1355년 1월 30일(음력 1월 9일)~ 1412년 8월 11일(음력 6월 25일))는 조선 정종의 왕비이다.
별호는 덕비(德妃), 시호는 온명장의정안왕후(溫明莊懿定安王后)이다. 월성부원군 김천서(月城府院君 金天瑞)의 딸로 본관은 경주이다. 조선 최초의 왕대비이다. 안정왕후(安定王后)라고도 한다.

## 생애
1355년 음력 1월 9일(1월 22일) 태어났으며, 아버지는 월성부원군 김천서(金天瑞)이고 어머니는 이예의 딸, 담양 이씨(潭陽 李氏)이다. 정안왕후의 아버지 김천서는 훗날 문하좌시중에 증직되었다.
1398년 남편 영안군(永安君)이 세자(世子)가 되자 세자빈(世子嬪)으로 책봉되었다. 같은 해 영안군이 임금으로 즉위(卽位)하면서 왕비(王妃)가 되었다. 2년 뒤인 1400년에 남편 정종이 동생인 세자 정안군(靖安君)에게 양위하고 상왕(上王)으로 물러나자 순덕왕대비(順德王大妃)의 존호를 받았다.
1412년 음력 6월 25일(8월 2일)에 58세로 사망하였으며 승하한 지 270년 뒤인 1681년(숙종 7년)에 온명장의(溫明莊懿)의 존호가 추상되었다. 능은 개성특별시 개풍군 영정리에 위치한 후릉(厚陵)으로, 후에 남편 정종도 이곳에 묻혀 쌍릉으로 조성되었다.

## 가족 관계
본가 경주 김씨(慶州 金氏)
- 조부 : 밀직사승지 김문중(密直司承旨 金文仲, 생몰년 미상)
- 조모 : 정부인 윤씨(貞夫人 尹氏)[4]
  - 아버지 : 월성부원군 김천서(月城府院君 金天瑞, 생몰년 미상)
- 외조부 : 판예빈시사 산원 증 문하좌시중 이예(判禮賓寺事 散員 贈 門下左侍中 李藝, 생몰년 미상)
- 외조모 : 정부인 문화 유씨(貞夫人 文化 柳氏)[5]
  - 어머니 : 삼한국대부인 담양 이씨(三韓國大夫人 潭陽 李氏)
  - 외숙 : 목사 이광신(李光臣, 생몰년 미상)
  - 외숙 : 내원당 겸 판조계종사도대선사 구곡각운(內願堂兼判曹溪宗師都大禪師 龜谷覺雲) - 고려 말 대선사
    - 오빠 : 석준대선사 김석준(釋俊大禪師 金釋俊, 생몰년 미상)
    - 오빠 : 월성군 정호공 김수(月城君 靖胡公 金需, 1338~1409)
      - 조카 : 감사 김겸(金謙)

    - 여동생 : 정업원 주지
    - 남동생 : 소윤 김삼원(少尹 金三原, 생몰년 미상)
    - 여동생 : 재신 노영국(宰臣 盧永國)과 혼인
    - 여동생 : 평양군 윤유린(平壤君 尹有麟)과 혼인

왕가 전주 이씨(全州 李氏)
- 시조부 : 추존 환조대왕(桓祖大王, 1315~1361)
- 시조모 : 추존 의혜왕후 최씨(懿惠王后 崔氏, 생몰년 미상)
  - 시아버지 : 제1대 태조대왕(太祖大王, 1335~1408, 재위 1392~1398)
  - 시어머니 : 신의왕후 한씨(神懿王后 韓氏, 1337~1391)
    - 남편 : 제2대 정종(定宗, 1357~1419)
    - 시숙 : 진안대군 방우(鎭安大君 芳雨, 1354~1393)
    - 시동생 : 익안대군 방의(益安大君 芳毅, 1360~1404)
    - 시동생 : 회안대군 방간(懷安大君 芳幹, 1364~1421)
    - 시동생 : 제3대 태종대왕(太宗大王, 1367~1422, 재위 1400~1418)
    - 동서 : 원경왕후 민씨(元敬王后 閔氏, 1365~1420)

## 정안왕후가 등장하는 작품
- 《추동궁 마마》(MBC, 1983년, 배우:김해숙)
- 《용의 눈물》 (KBS, 1996년~1998년, 배우:박윤선)
- 《태종 이방원》(KBS, 2022년, 배우:김서연)